# Prionocidaris australis
Prionocidaris australis är en sjöborreart som först beskrevs av Ramsay 1883.  Prionocidaris australis ingår i släktet Prionocidaris och familjen piggsvinssjöborrar. Inga underarter finns listade i Catalogue of Life.